# Whiteberry
Whiteberry (ホワイトベリー) va ser un grup de música originari de Hokkaidō, Japó format només per noies.

## Biografia
La banda - Yuki Maeda vocal, guitarra Aya Inatsuki, baix Yukari Hasegawa, teclat Mizusawa Rimi, i bateria Erika Kawamura - va començar l'any 1994.
El 1999 foren descobertes per la banda popular de Judy and Mary i després Whiteberry s'uneix a la discogràfica Sony Japan's Pop Artist.
Van fer la música per l'obertura de la sèrie d'anime, Pokémon
Van gravar dues cançons per l'àlbum de la banda sonora de la sèrie d'anime Superior Defensar Gundam Force.
Van cessar les seves activitats l'any 2004.

## Discografia

### Singles[5]
- YUKI (8/12, 1999)
- Whiteberryの小さな大冒険 (19/4, 2000)
- Natsu Matsuri (夏祭り, Natsu Matsuri) (9/8, 2000)
- Akubi (あくび, Akubi) (8/11, 2000)
- Sakura Nakimichi (桜並木道, Sakura Nakimichi) (11/4, 2001)
- Kakurenbo (かくれんぼ, Kakurenbo) (18/7, 2001)
- Tachiiri Kinshi (立入禁止, Tachiiri Kinshi) (2/11, 2001)
- Jitensha Dorobou (自転車泥棒, Jitensha Dorobou) (26/9, 2002)
- BE HAPPY (23/10, 2002)
- Koe ga nakunaru made (声がなくなるまで, Koe ga nakunaru made) (27/11, 2002)
- Shinjiru Chikara (信じる力, Shinjiru Chikara) (11/2, 2004)

### Àlbums[5]
- After school (4/8, 1999)
- Hatsu' (1/9, 2000)
- Chameleon (23/1, 2002)
- KISEKI - the best of Whiteberry (28/4, 2004)